# Megaceryle torquata

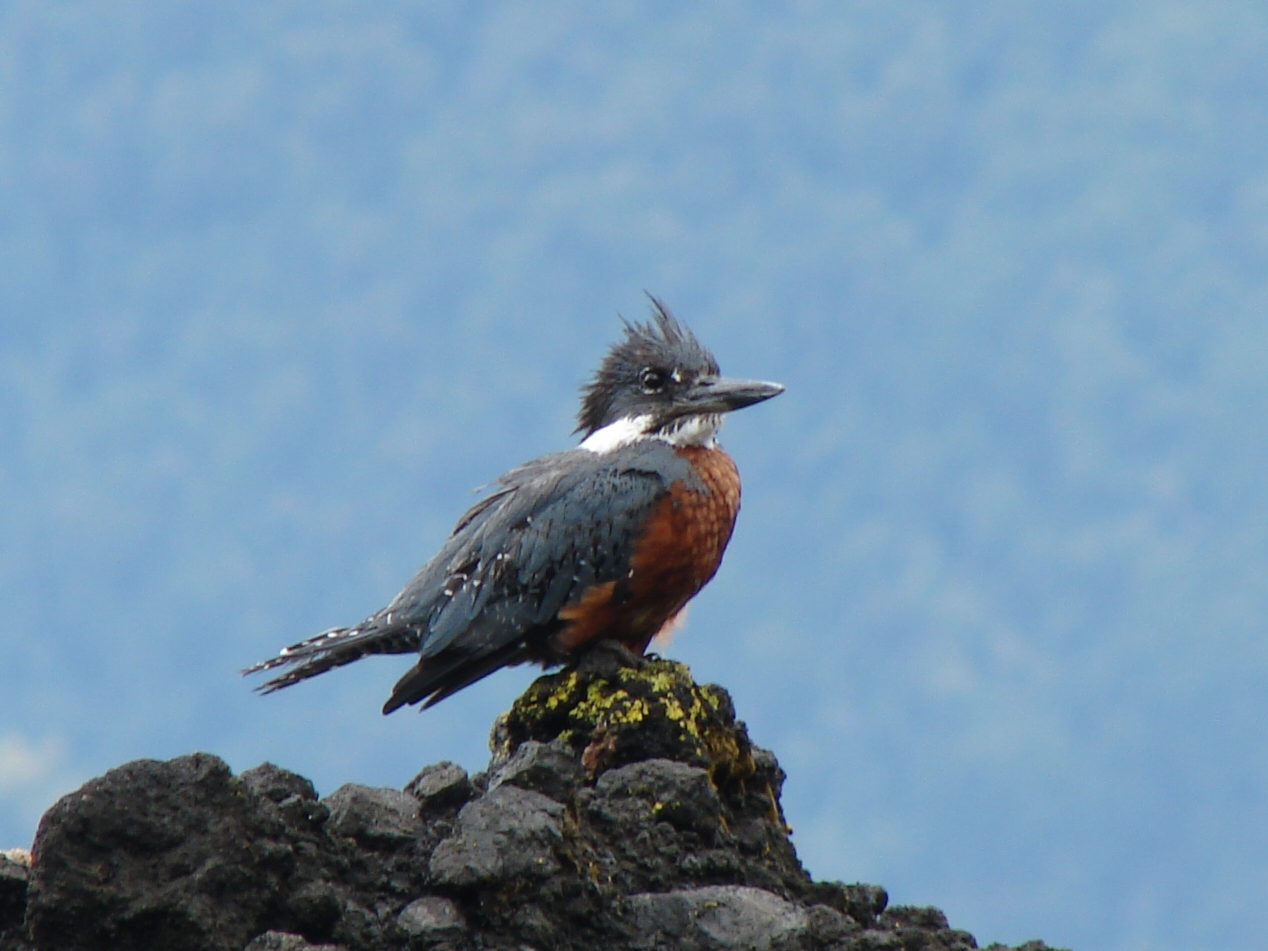
Foto tomada en Hornopirén de un ejemplar de la subespecie Megaceryle torquata stellata.

El martín gigante neotropical, martín pescador de collar o simplemente martín pescador (Megaceryle torquata) es una especie de ave coraciiforme de la familia Cerylidae distribuida desde el sur de Texas hasta Tierra del Fuego.

## Características
Tiene un largo total de 36 a 41 centímetros, dependiendo de la subespecie. Tiene la forma típica de los martínes pescadores, pico largo de coloración negruzco, robusto, copete bien marcado. Cabeza y dorso de coloración gris celeste, cresta con línea negra.
Ambos sexos tienen un collar blanco rodeando el cuello, con la garganta de color blanco, el vientre es acanelado rufo, con subcaudales blancas en el macho y rufas en la hembra. Cubierta interna de las alas de color blanco en el macho y rufas en la hembra. Patas parduzcas.
Las hembras son idénticas a los machos, salvo por presentar el pecho de color azul pizarra, separando el blanco de la garganta con el rojizo del vientre y subcaudales (macho subcaudales rojizas), las cubiertas internas de las alas de color rojizo, las distingue en vuelo de los machos que las tienen blancas.

## Historia natural
Vive a orillas de arroyos, ríos, lagos, lagunas, esteros, bañados, en zonas suburbanas y urbanas.
Se lo observa de manera solitaria o en parejas. Para alimentarse se zambulle desde la rama de un árbol como todos de los martines pescadores, cuando la turbidez del agua no le permite capturar peces, se alimenta de insectos, anfibios, reptiles o mamíferos. Tiene la costumbre de golpear la presa contra la superficie donde se posa (rama, piedra, etc.).
El nido lo construye en barrancas de tierra o arena, tienen 2 metros de profundidad y 15 centímetros de diámetro, al final una cámara donde ponen de 3 a 5 huevos de color blanco. Incuban ambos sexos, los pichones abandonan el nido a los 35 días aproximadamente.

## Subespecies
Hay tres subespecies de martín pescador grande:
- Megaceryle torquata bonaerensis (Meyen, 1834) - sur de Chile y Argentina hasta Tierra del Fuego; migra en invierno hasta el centro de la Argentina.
- Megaceryle torquata stictipennis (Lawrence, 1885)  - Antillas Menores (Guadalupe, Martinica, Dominica, Granada).
- Megaceryle torquata torquata (Linnaeus, 1766) - desde el extremo sur de Texas hasta el centro de Argentina; isla Trinidad; isla de Margarita.